# Барвін Дмитро Володимирович
Дмитро́ Володи́мирович Ба́рвін — старший солдат Збройних сил України.

## Короткий життєпис
Закінчив Халтуринську ЗОШ, у Карлівському ПТУ № 50 здобув освіту зварювальника. Березнем 2013-го призваний на строкову службу. По закінченні потай від батьків записався до Національної гвардії.
Водій, 101-ша окрема бригада охорони ГШ.
16 лютого 2015-го поблизу села Нижнє Лозове під час руху в напрямі смт Луганського БТР з військовиками підірвався на фугасі. Загинули старший лейтенант Роман Тимошенко, старший солдат Дмитро Барвін, солдат Михайло Іваничко.
Без Дмитра лишилися батьки, молодший брат.
Похований у селі Халтурине 9 квітня 2015-го.

## Нагороди та вшанування
За особисту мужність і героїзм, виявлені у захисті державного суверенітету та територіальної цілісності України, вірність військовій присязі під час російсько-української війни, відзначений — нагороджений
- орденом «За мужність» III ступеня (посмертно)
- у Халтуринській ЗОШ 1 вересня 2015-го відкрито пам'ятну дошку Дмитрові Барвіну.